# 美國2019冠狀病毒病疫苗接種計劃
美國的2019冠狀病毒病疫苗接種計劃，是一項由美国疾病控制与预防中心推行的大規模疫苗接種計劃，旨在通過為所有合資格美國及「自由聯合協定」參與國居民注射2019冠狀病毒病疫苗，以達致對2019冠狀病毒病產生群體免疫。目前，此接種計劃分別採用輝瑞－BioNTech 2019冠狀病毒病疫苗、莫德纳2019冠状病毒病疫苗（均為RNA疫苗，需要接種兩次），以及強生2019冠狀病毒病疫苗（腺病毒載體疫苗，僅需接種一次）。此計劃已於2020年12月14日開始；截至2021年5月15日，已有156,217,367名美國居民已接種最少一劑疫苗，並有121,768,268人已經完成接種。截至2021年7月25日，全美接种至少一剂新冠疫苗的人数约1.88亿，占总人口的56.8%；完成疫苗接种的人数约1.63亿，占总人口的49.1%。截至2021年8月2日，70%的美國成年人已至少接種了1劑新冠疫苗。

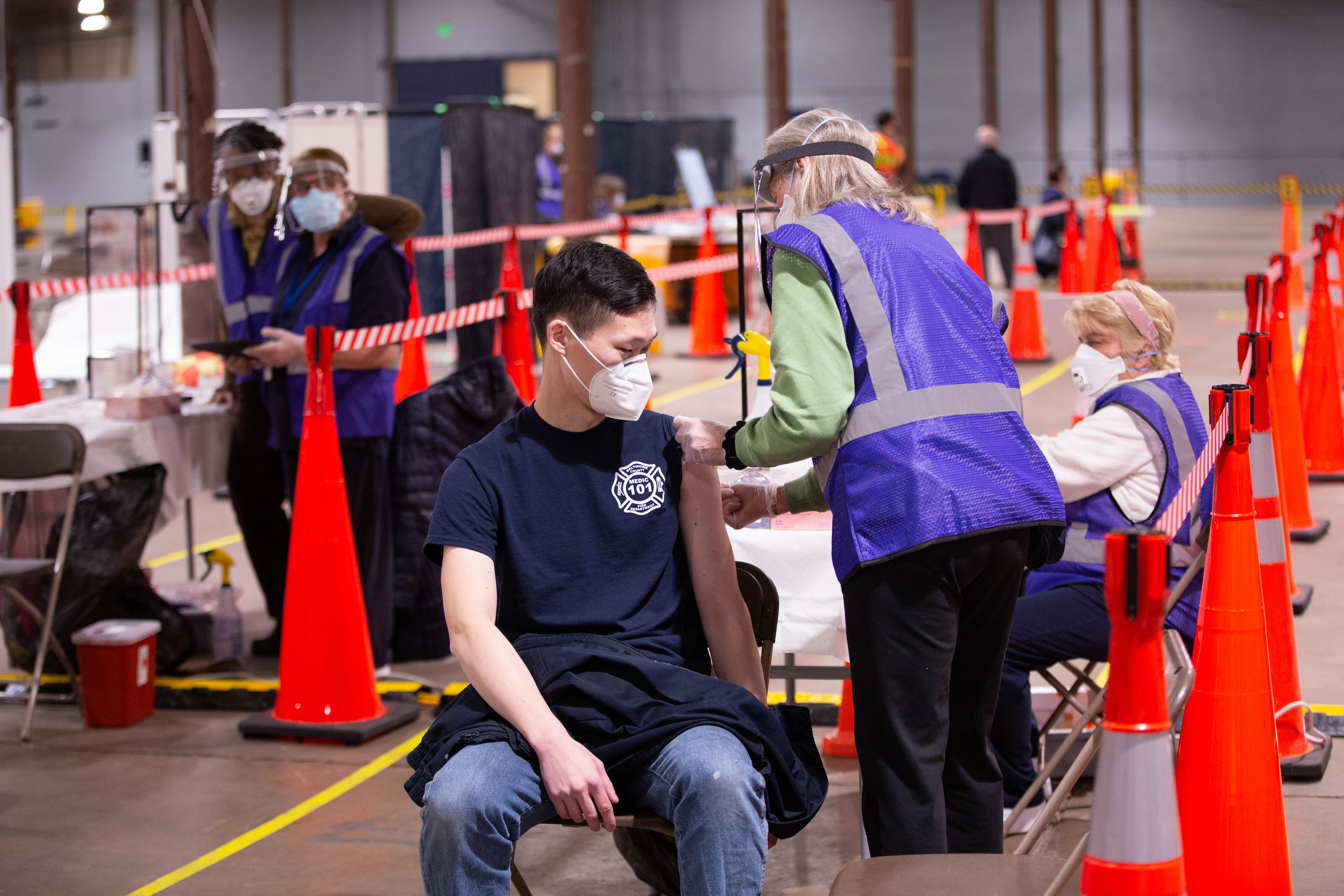
一名男子正在接種中心接受2019冠狀病毒病疫苗注射

## 歷史
早於2019冠狀病毒病疫情爆發初期（約2020年初），已有約5-6間美國藥廠（包括美、外合資）開始研製相關疫苗，為競爭美國、以至全球各國相應的疫苗接種計劃作準備 。及後，聯邦政府於同年4月起構思「曲速行動」，並在同年5月15日正式推行，旨在向美國國內合資格、正在研發2019冠狀病毒病疫苗的藥廠提供資助，以加速相關研發進度。雖然，當時仍未有任何符合標準的同類疫苗上市，但此計劃亦為後來美國的2019冠狀病毒病疫苗接種計劃奠下基礎。直至同年10月，美國已有44款同類疫苗進入臨床測試階段，另有91款正在動物身上進行測試。
隨著輝瑞疫苗於2020年12月11日獲FDA授予緊急使用許可，成為該國首款獲批准的2019冠状病毒病疫苗，美國的相關接種計劃亦開始進入直路。在輝瑞疫苗獲批後4日，此接種計劃正式開始，而首批接種人士為醫護人員及療養院院友；一星期後，莫德納疫苗亦開始投入接種，而當選總統喬·拜登亦在電視直播中接種了第一劑疫苗，另時任副總統彭斯及其夫人亦在同日接種。然而，直至同年的12月31日，美國僅有280萬人已接種首針2019冠狀病毒病疫苗，僅達特朗普政府訂定讓2,000萬人在2020年內接種疫苗指標的約一成多。
2021年1月25日，拜登政府為此接種計劃訂立新指標，目標為每日接種150萬劑。
2021年2月27日，強生疫苗亦獲批准在美國應用，為此接種計劃中唯一一款僅需接種一針的疫苗。
在擴大接種人數方面，隨著在未成年人身上接種2019冠狀病毒病疫苗的試驗取得成功，美國各州及聯邦政府亦先後將接種年齡下限調低。當中，阿拉斯加州於2021年3月9日率先容許16-17歲的青少年接種此等疫苗；隨後，FDA亦在同年5月10日批准為12-15歲青少年接種輝瑞疫苗。此外，拜登政府於同年3月11日，宣佈美國各州、原住民區及領地，需於5月1日前，讓所有18歲以上成人均可接種此等疫苗，及後再將限期提早至4月19日。直至當日，已有一半合資格美國國民，已經接種了最少一劑疫苗。
2021年7月14日，美国政府邀请了知名歌手及演员奥莉维亚·羅德里戈前往白宫并呼吁所有年轻人去接种疫苗。
2021年8月13日，美国食药监局宣布扩展辉瑞/BioNTech联合开发的mRNA新冠疫苗BNT162b2和Moderna开发的新冠疫苗的紧急使用授权，允许对特定免疫功能低下人群接种第三剂增强疫苗，例如接受实体器官移植的患者和因为疾病导致免疫功能低下的患者。
2021年8月23日，美国食品药品管理局批准为16岁及以上的人接种辉瑞新冠疫苗。
2021年9月9日，美国总统拜登签署两项行政令，分别要求美国政府雇员和政府服务承包商必须接种新冠疫苗。联邦工作人员如果75天内不接种新冠疫苗將被解雇。百人以上规模企业执行强制疫苗接种或每周核酸检测制度
。
2021年10月11日，德克薩斯州州長下令該州任何機構均不可強迫民眾接種新冠疫苗，否則將面臨罰款。
2021年10月14日， 美国海军表示美國海軍士兵在11月28日前必須接種疫苗，否則將強制退役。美国已於8月底开始强制军人接种COVID-19疫苗。
2021年10月20日，美国食品和药物管理局批准为特定人群接种莫德纳和强生新冠疫苗加强针。
2021年10月29日，美国食品药品监督管理局批准辉瑞与BioNTech联合研发的新冠疫苗对美国5岁至11岁儿童的紧急使用授权。當天，包括密苏里州、阿拉斯加州、阿肯色州、艾奥瓦州、蒙大拿州、内布拉斯加州、新罕布什尔州、北达科他州、南达科他州、怀俄明州在内的10个州联合对拜登政府提起诉讼，指控政府强制要求联邦承包商和联邦签约员工接种新冠疫苗是违宪行使权力的行为。
2021年11月2日，美国疾病控制和预防中心主任瓦伦斯基表示美国疾病控制和预防中心正式建议5岁至11岁美國儿童接种辉瑞新冠疫苗。
2021年11月4日，美国职业安全与健康管理局（OSHA）要求拥有100名以上员工的美国公司要为员工接种新冠疫苗或对其员工进行至少每周一次的新冠病毒检测。
2021年11月5日，有至少26个州就疫苗强制接种令对拜登政府提起了诉讼，其中大部分為共和黨執政的州。11月6日，美国联邦上诉法院以「重大法律及宪法」问题为由，裁定拜登政府的疫苗令暂缓执行。截至12月13日，美国空军已有27名军人因拒绝接种新冠疫苗而被解僱。12月20日，美国华盛顿特区市长宣佈華盛頓特區所有的政府雇员和承包商都要强制接种新冠疫苗和加强针。12月27日起，紐約所有私营企业必须要求所有员工提供新冠疫苗接种证明。2022年1月，美国最高法院否决了拜登总统要求大公司员工接种疫苗或戴口罩并每周接受检测的规定。
截至2022年1月初，美国已有近2.1亿人口完全接种了新冠疫苗。
2022年6月17日，美国食品和药物管理局批准在紧急授权下向5岁以下幼儿提供新冠疫苗。
2022年10月12日，美国食品和药物管理局批准低龄群体接种莫德纳和辉瑞新冠疫苗的升级版。
2022年10月25日，美国总统拜登接种针对新冠病毒奥密克戎变异株的疫苗加强针。
2023年5月11日起，美國取消对联邦雇员、联邦承包商的新冠疫苗接种要求。

## 採用疫苗

### 現時採用
截至2021年5月為止，共有三款2019冠狀病毒病疫苗已獲FDA認可，並於此疫苗接種計劃中使用。按照「曲速計劃」的條款，所有受該計劃資助研發疫苗，必須由美資藥廠或承判商於美國本土生產；至於下列兩款不受資助的RNA疫苗，亦於美國本土製造。有關此等疫苗的基本資料及使用狀況，將於下表列出：
| 疫苗品牌                                      | 疫苗類型       | 研發機構                                                         | 研發國家     | III期臨床試驗有效率 | 已訂購劑量                   | 美國批核狀況             | 啟用日期               |
| --------------------------------------------- | -------------- | ---------------------------------------------------------------- | ------------ | ------------------- | ---------------------------- | ------------------------ | ---------------------- |
| 辉瑞－BioNTech 2019冠状病毒病疫苗（BNT162b2） | mRNA疫苗       | BioNTech、輝瑞製藥                                               | 德國、美國   | 95.0%               | 300,000,000（直至2021年8月） | 2020年12月10日獲緊急批核 | 2020年12月14日開始接種 |
| 莫德纳2019冠状病毒病疫苗                      | mRNA疫苗       | 莫德纳、美國國家過敏和傳染病研究所、生物醫學高級研究與開發管理局 | 美國         | 94.0%               | 300,000,000                  | 2020年12月17日獲緊急批核 | 2020年12月21日開始接種 |
| 強生2019冠狀病毒病疫苗                        | 腺病毒載體疫苗 | 杨森制药（強生公司子公司）                                       | 美國、比利時 | 66.0%               | 300,000,000                  | 2021年2月27日獲緊急批核  | 2021年3月1日開始接種   |

### 研發計劃/擬採用疫苗
除了已獲批准的三款疫苗外，美國聯邦政府亦訂購了另外三款疫苗，暫時仍未獲得FDA認可，詳列如下：
| 疫苗品牌                             | 疫苗類型       | 研發機構                           | 研發國家   | III期臨床試驗有效率 | 已訂購劑量                  |
| ------------------------------------ | -------------- | ---------------------------------- | ---------- | ------------------- | --------------------------- |
| 诺瓦瓦克斯2019冠状病毒病疫苗         | 蛋白質亞基疫苗 | 諾瓦瓦克斯醫藥、流行病預防創新聯盟 | 美國、挪威 | 89.0%%              | 100,000,000                 |
| 赛诺菲－葛蘭素史克2019冠状病毒病疫苗 | 蛋白質亞基疫苗 | 赛诺菲巴斯德、葛蘭素史克           | 法國、英國 | 未完成測試          | 100,000,000                 |
| 牛津－阿斯利康2019冠狀病毒病疫苗     | 腺病毒載體疫苗 | 阿斯利康、牛津大學                 | 英國       | 70.4%               | 300,000,000（直至2021年底） |

## 接種資格及費用

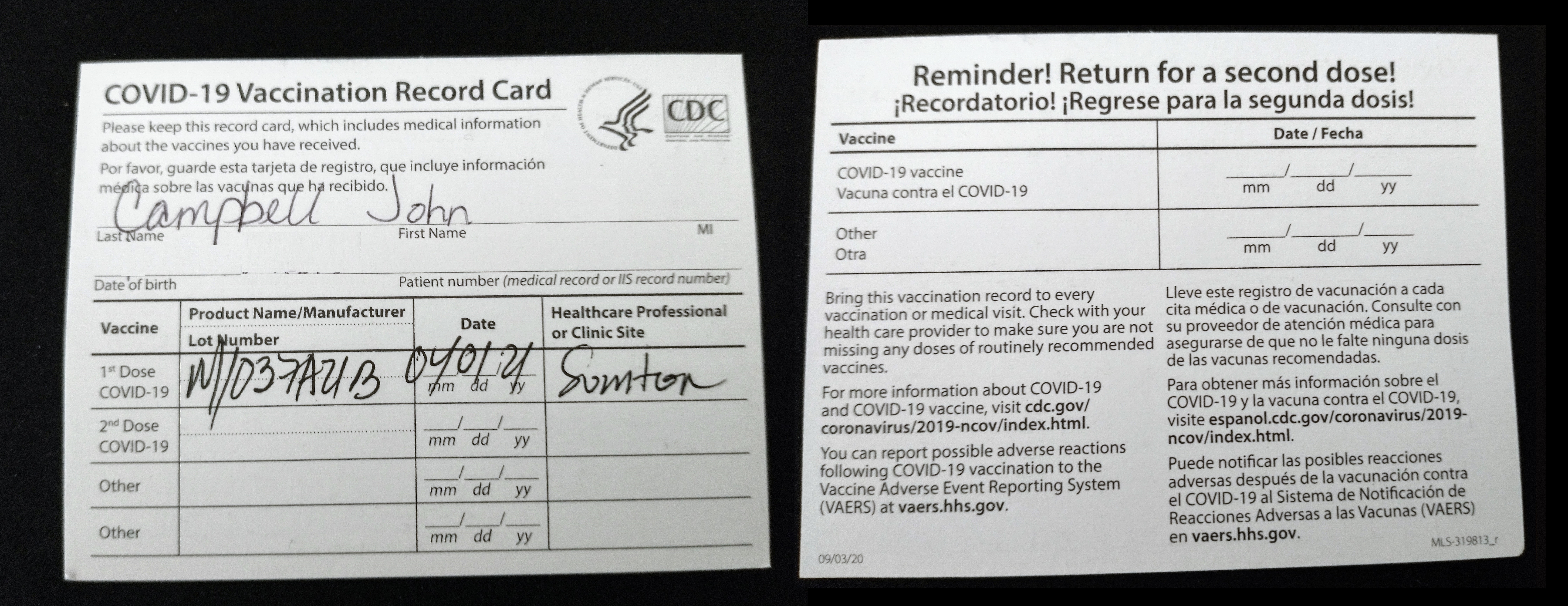
美國2019冠狀病毒病疫苗接種計劃的接種紀錄（針卡）

是次疫苗接種計劃費用全免。雖然此計劃主要面向美國居民，但由於美國並無單一身份證的制度，加上並非人人都持有駕駛執照，難以要求所有人在接種前出示身份證明文件。因此，以下州份無需任何身份證明文件，即可接受任何人士（包括外國遊客、沒有駕駛執照的美國居民）接種2019冠狀病毒病疫苗：
- 亞拉巴馬州
- 亞利桑那州
- 加利福尼亞州
- 科羅拉多州
- 佛羅里達州
- 艾奧瓦州
- 路易斯安那州
- 馬利蘭州
- 密歇根州
- 明尼蘇達州
- 密蘇里州
- 蒙大拿州
- 內華達州
- 新罕布殊爾州
- 新墨西哥州
- 紐約州
- 北卡羅來納州
- 北達科他州
- 俄亥俄州
- 奧克拉荷馬州
- 賓夕法尼亞州
- 南卡羅來納州
- 田納西州
- 德克薩斯州
- 維珍尼亞州
- 懷俄明州

此外，直至2021年5月，所有美國州份及屬土，均已接受所有18歲或以上人士接種疫苗；此外，部分州份亦已擴展接種計劃至青少年。

## 接種數字

### 全美國及「自由聯合協定」參與國
美國及「自由聯合協定」參與國已接種2019冠狀病毒病疫苗人數（直至2021年10月6日）
美國及「自由聯合協定」參與國各款2019冠狀病毒病疫苗接種劑次（直至2021年10月6日）

### 按州份及國別計算
最後更新：2021-05-08
| 州份或領地               | 接種人數    | 接種率（% 人口） |
| ------------------------ | ----------- | ---------------- |
| 亚拉巴马州               | 1,649,688   | 33.6             |
| 阿拉斯加州               | 312,475     | 42.7             |
| 亚利桑那州               | 3,065,521   | 42.1             |
| 阿肯色州                 | 1,102,155   | 36.5             |
| 加利福尼亚州             | 20,172,726  | 51.1             |
| 科罗拉多州               | 2,788,171   | 48.4             |
| 康涅狄格州               | 2,034,240   | 57.1             |
| 特拉华州                 | 475,946     | 48.9             |
| 佛罗里达州               | 9,402,537   | 43.8             |
| 喬治亞州                 | 3,849,874   | 36.3             |
| 夏威夷州                 | 828,377     | 58.5             |
| 爱达荷州                 | 625,950     | 35.0             |
| 伊利诺伊州               | 6,144,296   | 48.5             |
| 印第安纳州               | 2,538,086   | 37.7             |
|                          | 1,433,535   | 45.4             |
| 堪萨斯州                 | 1,270,365   | 43.6             |
| 肯塔基州                 | 1,884,947   | 42.2             |
| 路易斯安那州             | 1,541,563   | 33.2             |
| 缅因州                   | 768,149     | 57.1             |
| 马里兰州                 | 3,077,715   | 50.9             |
| 马萨诸塞州               | 4,115,668   | 59.7             |
| 密西根州                 | 4,414,798   | 44.2             |
| 明尼苏达州               | 2,772,770   | 49.2             |
| 密西西比州               | 951,358     | 32.0             |
| 密苏里州                 | 2,380,762   | 38.8             |
| 蒙大拿州                 | 447,810     | 41.9             |
| 内布拉斯加州             | 857,294     | 44.3             |
| 内华达州                 | 1,264,701   | 41.1             |
| 新罕布什尔州             | 778,356     | 57.2             |
| 新泽西州                 | 4,784,711   | 53.9             |
| 新墨西哥州               | 1,105,318   | 52.7             |
| 纽约州                   | 9,694,879   | 49.8             |
| 北卡罗来纳州             | 4,233,679   | 40.4             |
| 北达科他州               | 304,640     | 40.0             |
| 俄亥俄州                 | 4,868,257   | 41.6             |
| 奧克拉荷馬州             | 1,556,613   | 39.3             |
| 俄勒冈州                 | 2,004,331   | 47.5             |
| 宾夕法尼亚州             | 6,698,507   | 52.3             |
| 罗得岛州                 | 577,826     | 54.5             |
| 南卡罗来纳州             | 1,939,674   | 37.7             |
| 南达科他州               | 403,193     | 45.6             |
| 田纳西州                 | 2,429,663   | 35.6             |
| 德克萨斯州               | 11,467,096  | 39.5             |
| 犹他州                   | 1,311,807   | 40.9             |
| 佛蒙特州                 | 374,046     | 59.9             |
|                          | 4,214,094   | 49.4             |
| 华盛顿州                 | 3,742,690   | 49.1             |
| 西弗吉尼亚州             | 654,540     | 36.5             |
| 威斯康星州               | 2,735,459   | 47.0             |
| 怀俄明州                 | 201,002     | 34.7             |
| 所有州份                 | 148,251,858 | 45.3             |
| 美属萨摩亚               | 22,122      | 39.7             |
| 華盛頓哥倫比亞特區       | 357,991     | 50.7             |
| 關島                     | 80,450      | 48.5             |
|                          | 23,135      | 40.7             |
| 波多黎各                 | 1,338,795   | 41.9             |
| 美屬維爾京群島           | 34,903      | 33.3             |
| 首都及美屬領地           | 1,857,396   | 43.4             |
| 美国                     | 150,109,254 | 45.2             |
| 马绍尔群岛               | 15,484      | 26.5             |
| 密克羅尼西亞聯邦         | 21,833      | 21.1             |
| 帛琉                     | 12,965      | 72.4             |
| 自由聯合協定參與國       | 50,282      | 28.0             |
| 美國及自由聯合協定參與國 | 150,159,536 | 45.2             |

## 爭議事件

### 疫苗旅遊
由於有不少美國州份，並不要求接種者出示身份證明文件（亦有部分州份接受以外國護照預約接種），加上供旅遊或進行短期商務活動使用的B簽證，並無禁止在美國境內求醫（不論最終可否接種疫苗）。因此，不少鄰近的拉丁美洲國家居民，紛紛以旅遊名義前赴美國，以接種2019冠狀病毒病疫苗，形成「疫苗旅遊」的現象。
為免削弱美國居民接種疫苗的權利，部分州份（如佛羅里達州）於2021年初開始打算限制非居民預約接種，以杜絕「疫苗旅遊」。

## 外部連結
- COVID-19 Vaccinations in the United States （页面存档备份，存于）.CDC.
- Tracking Covid-19 vaccines in the US （页面存档备份，存于）.CNN.